# Paul Deslandes-Preuilly
Pour les articles homonymes, voir Deslandes.
Paul, baron Deslandes-Preuilly (25 février 1746, Paris - 8 juin 1830, Tours) est un homme politique français.

## Biographie
Fils d'un bourgeois de Paris, il devient conseiller du roi, lieutenant-général civil, criminel et de police au bailliage provincial et siège présidial de Senlis. Il devient maire de Senlis en 1790, administrateur et président du Directoire du département de l'Oise.
Installé en Touraine, il devient conseiller municipal de Tours. Il est maire de Tours de 1802 au 14 septembre 1815. Il devient président du conseil d'arrondissement et du collège électoral de l'arrondissement de Tours. Sous son administration, il doit gérer l'épidémie de typhus qui s'abat en février 1814 sur le dépôt des blessés de la Grande Armée et sur la ville de Tours. Il vote avec le conseiller municipal de Tours, le 13 mars 1814, une adresse à Louis XVIII.
Bonaparte le fait chevalier de l'Empire, puis baron de l'Empire par lettres patentes du 21 février 1814, ainsi que décoré de la Légion d'honneur (1805).
Il président la Société d'agriculture, arts, sciences et belles-lettres du département d'Indre-et-Loire de 1801 à 1817.
Il avait épousé à Tours, le 9 septembre 1777, Madeleine Louise Preuilly du Colombier, fille de Louis-César Preuilly, seigneur du Colombier, conseiller du roi et président du bailliage et siège présidial de Tours, et de Françoise Vandiot de Latour, et nièce de François-Nicolas Preuilly. Il est le beau-père du banquier Nicolas Pierre Vivier et l'arrière grand-père d'Émile Vivier-Deslandes (père de Madeleine Deslandes).

## Hommage
Il a donné son nom à la rue Deslandes à Tours.

## Sources
- Louis Bergeron, Guy Chaussinand-Nogaret, Grands notables du Premier Empire: notices de biographie sociale, 1983
- Michel Laurencin, Dictionnaire biographique de Touraine, 1990
- Geneviève Boquet, Senlis à l'époque révolutionnaire, 1789-1799, 1989
- Claude Petitfrère, Construction, reproduction et représentation des patriciats urbains de l'Antiquité au XXe siècle: actes du colloque des 7, 8 et 9 septembre 1998 tenu à Tours, dans les locaux du Conseil Général d'Indre-et-Loire, 1999
- Annales de la Société d'agriculture, sciences, arts et belles-lettres du département d'Indre-et-Loire, Volumes 9 à 10, 1829
- Mémoires de la Société archéologique de Touraine, 1858